# Guglielmina di Dörnberg
Baronessa Guglielmina Carolina Cristina Enrichetta di Dörnberg (Ansbach, 6 marzo 1803 – Norimberga, 14 maggio 1835) è stata una nobildonna prussiana, membro della famiglia Dörnberg.

## Biografia
Guglielmina era la figlia dell'ex vice presidente prussiano e direttore della camera reale del dominio di Ansbach, Barone Enrico Ernesto Corrado Federico di Dörnberg e di sua moglie la Baronessa Guglielmina di Glauburg.

## Matrimonio
Il 24 agosto 1828 a Ratisbona, sposò il principe Massimiliano Carlo di Thurn und Taxis. Nonostante la forte opposizione della casa reale, in particolare della principessa Teresa di Thurn und Taxis, nata duchessa di Meclemburgo-Strelitz, e del re Ludovico I di Baviera, Massimiliano Carlo e Guglielmina si sposarono ed ebbero cinque figli:
- Carlo Guglielmo (1829);
- Teresa Matilde Federica Amalia Eleonora (1830-1883);
- Massimiliano Antonio Lamoral (1831-1867);
- Egon (1832-1892);
- Teodoro (1834-1876).

## Morte
All'inizio del 1835, la principessa andò a Norimberga per iniziare un trattamento omeopatico con il dottor Reuter. Guglielmina sperò che i trattamenti l'avrebbero curata ma il 14 maggio 1835 la principessa Guglielmina di Thurn und Taxis morì.
In suo onore, Massimiliano Carlo fece costruire la chiesa di St. Emmeram. Qui oggi sono sepolti il principe e la principessa e i figli.

## Titoli
- 6 marzo 1803 - 24 agosto 1828: Baronessa Guglielmina di Dörnberg
- 24 agosto 1828 - 14 maggio 1835: Sua Altezza Serenissima la Principessa di Thurn und Taxis, Baronessa di Dörnberg